# Joe Borg (calciatore)
Joe Borg (19 maggio 1949) è un ex calciatore maltese, di ruolo difensore.

## Carriera

### Nazionale
Ha collezionato tre presenze con la propria Nazionale.

## Statistiche

### Cronologia presenze e reti in Nazionale
| Cronologia completa delle presenze e delle reti in nazionale ― Malta | Cronologia completa delle presenze e delle reti in nazionale ― Malta | Cronologia completa delle presenze e delle reti in nazionale ― Malta | Cronologia completa delle presenze e delle reti in nazionale ― Malta | Cronologia completa delle presenze e delle reti in nazionale ― Malta | Cronologia completa delle presenze e delle reti in nazionale ― Malta | Cronologia completa delle presenze e delle reti in nazionale ― Malta | Cronologia completa delle presenze e delle reti in nazionale ― Malta |
| Data                                                                 | Città                                                                | In casa                                                              | Risultato                                                            | Ospiti                                                               | Competizione                                                         | Reti                                                                 | Note                                                                 |
| -------------------------------------------------------------------- | -------------------------------------------------------------------- | -------------------------------------------------------------------- | -------------------------------------------------------------------- | -------------------------------------------------------------------- | -------------------------------------------------------------------- | -------------------------------------------------------------------- | -------------------------------------------------------------------- |
| 22-12-1974                                                           | Gżira                                                                | Malta                                                                | 0 – 1                                                                | Germania Ovest                                                       | Qual. Euro 1976                                                      | -                                                                    |                                                                      |
| 4-6-1975                                                             | Salonicco                                                            | Grecia                                                               | 4 – 0                                                                | Malta                                                                | Qual. Euro 1976                                                      | -                                                                    |                                                                      |
| 11-6-1975                                                            | Sofia                                                                | Bulgaria                                                             | 5 – 0                                                                | Malta                                                                | Qual. Euro 1976                                                      | -                                                                    |                                                                      |
| Totale                                                               |                                                                      | Presenze                                                             | 3                                                                    |                                                                      | Reti                                                                 | 0                                                                    |                                                                      |